# Fischer-Z
Fischer-Z es un grupo británico y el principal proyecto creativo del cantante, guitarrista y poeta John Watts. Se considera una de las bandas más populares de New Wave de finales de la década de 1970 y principios de la de 1980. En 1982, Watts disolvió temporalmente Fischer-Z y comenzó una carrera de solista bajo su propio nombre. John Watts continuó entonces con la creación de proyectos tanto en solitario como en Fischer-Z.
Fischer-Z encontró éxito en Europa y vendió más de dos millones de álbumes. Grabaciones conjuntas fueron realizadas con Peter Gabriel, Steve Cropper y Dexys Midnight Runners. Fischer-Z tocó junto con James Brown en Berlín del Este y realizó giras con The Police y Dire Straits. También hicieron giras en los Estados Unidos y Canadá y estuvieron con Bob Marley durante su última gira en Europa. John Watts ha lanzado 20 álbumes y ha tocado en aproximadamente 3.000 conciertos hasta la fecha.

## Historia de la Banda
Mientras estudiaba psicología clínica y trabajando en clínicas psiquiátricas, John Watts formó Fischer-Z con Stephen Skolnik en 1977. Las primeras presentaciones tuvieron lugar en Clubes de Punk Ingleses y el primer álbum de Fischer-Z “Word Salad” fue lanzado en 1979 en United Artist Records, en paralelo con The Buzzcocks y The Stranglers. La banda se abrió paso gracias a que John Peel tocó su primer sencillo “Remember Russia” varias veces y defendió a la banda. Gracias a esto, Fischer-Z apareció en The Old Grey Whistle Test y después del éxito europeo de su segundo sencillo “The Worker”, apareció en Las Mejores Bandas de Pop de 1979. Con su segundo álbum “Going Deaf For a Living”, Watts cimentó la capacidad de Fischer-Z para capturar temas políticos globales en el contexto de la música pop. El exitoso sencillo “So Long” fue lanzado en 1980 en el recién fundado canal de televisión MTV. 1981 trajo el lanzamiento del tercer y más exitoso álbum comercial de Fischer-Z “Red Skies Over Paradise”, que incluía los sencillos, “Marliese” y “Berlin”. Debido al éxito de estos álbumes, Fischer-Z tocó en más de 200 shows entre 1980 y 1981 en todo el Reino Unido, Europa y los Estados Unidos y Canadá. Watts disolvió la línea original de Fischer-Z en el verano de 1981, creyendo que la banda se había alejado demasiado de sus ideales punk originales.
Watts comenzó una carrera en solitario y lanzó sus primeros dos álbumes como solista, One More Twist (1982) y The Iceberg Model (1983). Estos álbumes produjeron el sencillo de carga política "One Voice", que interpretó en el "No Nukes Festival" en 1982 y "I Smelt Roses (In The Underground)". En 1984, Watts fundó una banda llamada "The Cry" y lanzó el álbum de pop/dance "Quick Quick Slow", producido por Jimmy Douglass. En 1985 y fuertemente influenciado por los eventos políticos de los años 80, especialmente los tratos de Margaret Thatcher con los sindicatos del Reino Unido, Watts lanzó la canción “Dark Crowds of Englishmen”, que trató sobre la huelga de mineros de 1984/1985 y la desaparición de la política humanitaria en Gran Bretaña.
En 1987, John Watts decidió restablecer Fischer-Z en una forma diferente. En esta nueva formación, la banda tuvo más éxito, con los sencillos exitosos "The Perfect Day" (1988) y "Say No" (1989) de los álbumes "Reveal" (1988) y "Fish”s Head" (1989). En 1991, el siguiente álbum de Fischer-Z “Destination Paradise” se grabó en los Estudios Real World de Peter Gabriel. La canción "Further From Love" y la canción del título resaltan los sufrimientos de la población civil durante la guerra. Los siguientes dos álbumes de Fischer Z, “Kamikaze Shirt” (1993) y “Stream” (1995), continuaron combinando una perspectiva política con canciones basadas en las observaciones y experiencias de Watts en la vida real.
1997 y 1999 trajeron el lanzamiento de dos álbumes muy diferentes de J.M.Watts, "Thirteen Stories High" y "Bigbeatpoetry". En "Thirteen Stories High", Watts repasa los altibajos de su vida y su carrera musical, con emotivas canciones pop como el sencillo "Brilliant Career". Mientras que, en "Bigbeatpoetry", Watts trabajó con una combinación de letras poéticas y ritmos musicales, firmando con Motor Records y trabajando con el DJ alemán, Ingo Werner. Esto finalmente produciría el sencillo "Walking The Doberman". Watts luego lanzó el álbum "Spiritual Headcase" en 2000, que fue un remix del álbum "Bigbeatpoetry" hecho por Peter Ely.
La era de proyectos multimedia de Watts comenzó con "Ether Music & Film" en 2002. Para esto, viajó por toda Europa y recolectó contribuciones musicales de músicos locales. Se utilizaron equipos mínimos para las grabaciones: Solo un micrófono de alta calidad y una computadora portátil. Todo el proyecto fue filmado y lanzado como un álbum y como un DVD.
En 2005, Watts lanzó "Real Life Is Good Enough", un álbum de 2 piezas de guitarra y batería grabado con Sam Walker. Después de recorrer ese álbum, Watts encontró extraños en sus viajes de 10 países europeos diferentes y escribió una canción para cada uno basada en sus historias de vida. Esas 10 canciones se convirtieron en el álbum "It Has To Be" que se lanzó en 2007 y contó con el sencillo "Adrian" de la canción "Brothers". El siguiente álbum de Watts fue "Morethanmusic & Films", que también contenía poemas y cuentos. Contenía el sencillo "Head On", que se inspiró en la experiencia de Watts de ver a un niño de siete años transmitiendo la ejecución en vivo de Saddam Hussein en su teléfono. Watts creó un video para cada título, que se lanzó como "Morethanmusic & Film" en el mismo año.
En 2011, Watts volvió a grabar 14 de las canciones más famosas de Fischer-Z con su banda actual y lo lanzó como "John Watts - Fischer-Z". En contraste con este lanzamiento, Watts lanzó un álbum de grabaciones en vivo en solitario el año siguiente (2012) llamado "Realistic Man".
En 2015, Watts decidió regresar con el nombre de Fischer-Z y lanzar "This is My Universe", que fue una mirada introspectiva a su propia vida y al mundo cambiante que lo rodea. Contiene la pista "Martha Thargill", en la que Watts revalúa la huelga de mineros 30 años después.
2017 marcó un triple hito para Watts. El 40 aniversario de la formación de bandas, el primer show de Fischer-Z y el lanzamiento del 19º álbum de estudio original de Watts "Building Bridges", que fue una declaración sobre los desafíos de hoy. "Se trata de construir puentes en lugar de derribarlos". "Damascus Disco" fue el primer sencillo y desafió la misma idea, alentando a los oyentes a dejar de lado sus diferencias. El álbum fue grabado como un dúo, John en voz y guitarra y Jamie Bush en batería. Debido a su éxito, Fischer-Z una vez más se vendió completamente en el concierto Paradise en Ámsterdam, 40 años después de su primera vez, De Roma en Amberes (capacidad 2000), regresó a Francia, España, Portugal, Suiza y el Reino Unido. También tocaron con Simple Minds en Bonn para 6.000 fanáticos. En términos de festivales, Fischer-Z regresó a festivales de alto perfil como, Lokerse Feesten, Rock Zottegem, Retropop e incluso el festival al aire libre Wacken en 2018.
Swimming in Thunderstorms se lanzó el 13 de septiembre de 2019, precedido por el sencillo “Big Wide World”. El 3 de abril de 2020, Watts anunció el lanzamiento del nuevo EP Choose. Til The Oceans Overflow se publicó el 8 de octubre de 2021. Fischer-Z siguió con el álbum de la banda Triptych. El año 2025 está dedicado al proyecto musical y artístico de John, PUNKT!. El álbum saldrá el 14 de septiembre y John Watts realizará una gira por galerías en Alemania para presentar sus nuevas obras de arte y su música. El año 2026 marcará el 50.º aniversario de la formación de la banda en 1976, así como la primera gira de Fischer-Z en el otoño de ese mismo año.

## Formación
- John Watts (vocalista, guitarra)
- David Graham (bajo)
- Steve Skolnik (teclados)
- Steve Liddle (batería)

## Sencillos
| Año                                                           | Sencillo                                                     | Posiciones | Posiciones | Posiciones | Posiciones | Posiciones | Álbum                        |
| Año                                                           | Sencillo                                                     | UK         | AUS        | BEL (FLA)  | GER        | NED        | Álbum                        |
| ------------------------------------------------------------- | ------------------------------------------------------------ | ---------- | ---------- | ---------- | ---------- | ---------- | ---------------------------- |
| 1978                                                          | "Wax Dolls"                                                  | —          | —          | —          | —          | —          | Word Salad                   |
| 1979                                                          | "Remember Russia"                                            | —          | —          | —          | —          | —          | Word Salad                   |
| 1979                                                          | "The Worker"                                                 | 53         | —          | 23         | —          | 26         | Word Salad                   |
| 1979                                                          | "First Impressions (Pretty Paracetamol)"                     | —          | —          | —          | —          | —          | Word Salad (US edition)      |
| 1980                                                          | "So Long"                                                    | 72         | 15         | 14         | —          | 12         | Going Deaf for a Living      |
| 1980                                                          | "Crazy Girl"                                                 | —          | —          | —          | —          | —          | Going Deaf for a Living      |
| 1980                                                          | "Room Service"                                               | —          | —          | —          | —          | 41         | Going Deaf for a Living      |
| 1980                                                          | "Limbo"                                                      | —          | —          | —          | —          | 41         | Going Deaf for a Living      |
| 1981                                                          | "Marliese"                                                   | —          | —          | 21         | 37         | 5          | Red Skies over Paradise      |
| 1981                                                          | "'Cutters Lullaby"                                           | —          | —          | —          | —          | —          | Red Skies over Paradise      |
| 1981                                                          | "Berlin"                                                     | —          | —          | —          | —          | —          | Red Skies over Paradise      |
| 1981                                                          | "El Escritor" (Spanish release of 'The Writer')              | —          | —          | —          | —          | —          | Red Skies over Paradise      |
| 1988                                                          | "The Perfect Day"                                            | 91         | 12         | —          | —          | —          | Reveal                       |
| 1988                                                          | "Big Drum"                                                   | —          | —          | —          | —          | —          | Reveal                       |
| 1989                                                          | "Say No"                                                     | —          | 168        | —          | —          | —          | Fish's Head                  |
| 1989                                                          | "Masquerade"                                                 | —          | —          | —          | —          | —          | Fish's Head                  |
| 1990                                                          | "Sausages and Tears" (credited to John Watts and Fischer Z)  | —          | —          | —          | —          | —          | single only                  |
| 1992                                                          | "Destination Paradise"                                       | —          | —          | —          | —          | —          | Destination Paradise         |
| 1992                                                          | "Will You Be There?"                                         | —          | —          | —          | 95         | —          | Destination Paradise         |
| 1993                                                          | "Tightrope"                                                  | —          | —          | —          | —          | —          | Destination Paradise         |
| 1993                                                          | "Caruso"                                                     | —          | —          | —          | —          | —          | Destination Paradise         |
| 1993                                                          | "The Peaches & Cream"                                        | —          | —          | —          | —          | —          | Kamikaze Shirt               |
| 1993                                                          | "Human Beings"                                               | —          | —          | —          | —          | —          | Kamikaze Shirt               |
| 1994                                                          | "Marlon"                                                     | —          | —          | —          | —          | —          | Kamikaze Shirt               |
| 1994                                                          | "You Never Cross the Same River Twice (Turn Back the Clock)" | —          | —          | —          | —          | —          | Stream                       |
| 1995                                                          | "Need Protection"                                            | —          | —          | —          | —          | —          | Stream                       |
| 1995                                                          | "Red Skies over Paradise" (1995 recording)                   | —          | —          | —          | —          | —          | The Best                     |
| 2002                                                          | "Jukebox"                                                    | —          | —          | —          | —          | —          | Ether                        |
| 2002                                                          | "Delight"                                                    | —          | —          | —          | —          | —          | Ether (German pressing only) |
| 2004                                                          | "Back to Berlin"                                             | —          | —          | —          | —          | —          | Highlights 1979 to 2004      |
| "—" denotes releases that did not chart or were not released. |                                                              |            |            |            |            |            |                              |

## Álbumes
Fischer-Z:
- Word Salad (1979) – UK #66,[18] NED #21[23]
- Going Deaf for a Living (1980) – AUS #52,[19] NED #6[23]
- Red Skies over Paradise (1981) – AUS #70,[19] GER #6,[21] NED #2[23]
- Reveal (1987) – AUS #93,[19] GER #49[21]
- Fish's Head (1989) – GER #56[21]
- Destination Paradise (1992) – GER #93[21]
- Kamikaze Shirt (1993)
- Stream (1995) – GER #80[21]
- Ether (2002)
- John Watts - Fischer-Z (2011)
- This Is My Universe (2016)
- Building Bridges (2017)
- Swimming in Thunderstorms (2019)

John Watts discography (includes work outside Fischer-Z):
- One More Twist (1982)
- The Iceberg Model (1983)
- Quick Quick Slow (1984) (Released under the moniker: "The Cry")
- Thirteen Stories High (1997) (Released under the moniker: "J.M. Watts")
- Bigbeatpoetry (1999) (Released under the moniker: "Watts")
- Spiritual Headcase (2000) (Released under the moniker: "Watts")
- Ether Music & Film (2002)
- Real Life Is Good Enough (2005)
- It Has To Be (2006)
- Morethanmusic & Films (2009)

### Compilation Álbumes
- Fischer-Z Going Red For A Salad (1990)
- The Worker (1997)
- The Perfect Album (1999)
- Fischer-Z The Garden Party DVD (2004)
- Fischer-Z Highlights 1979-2004 (2004)